# Людвік Рох Гетингер
Людвік Рох Гетингер (пол. Ludwik Roch Gietyngier; 1904—1941) — польський католицький священник, блаженний.

## Біографія
Син Владислава та Юзефи, уродженої Масланкевич. Після закінчення філософсько-богословського відділу Теологічної семінарії в Кельцях висвячений на священника у Ясногірському монастирі Теодором Кубіною (25 червня 1927 р.).
У 1929 році здобув ступінь магістра богослов'я в Ягеллонському університеті.
У наступні роки вів дидактичну діяльність у школах Ченстоховської дієцезії як катехит.
З 1929 по 1934 рік був вікарієм парафії та префектом шкіл у Бендзині. Був церковним помічником в Асоціації католицької інтелігенції, модератором 2-ї Марійської дружини вчительок, присвяченої Богоматері Вервиці та св. Терези від Дитятка Ісуса (у Ченстохові).
Після початку Другої світової війни його заарештували 6 жовтня 1941 року і відправили до пересильного табору в Константинові біля Лодзі, а потім 30 жовтня — до німецького концтабору Дахау під номером 28288. Через місяць після перебування у таборі загинув від рук ката.
Беатифікований папою Іваном Павлом ІІ у Варшаві 13 червня 1999 року в числі 108 польських мучеників.